# Partenza
Albums de Buono!
The Best Buono!
(2010) Sherbet
(2012)
Singles
Partenza (écrit en minuscules : partenza ; "Départ" en italien) est le 1er mini-album du groupe de J-pop Buono! (son 5e album en tout), sorti en 2011.

## Présentation
L'album sort le 10 août 2011 au Japon. Il atteint la 21e place du classement Oricon. C'est le premier album du groupe à sortir sur le label zetima, les précédents étant sortis sur le label Pony Canyon. C'est le premier album de Buono! à ne plus être lié à la série anime Shugo Chara pour laquelle le groupe a été créé, et le premier à sortir depuis la fin de sa diffusion un an plus tôt, après une année d'inactivité et un changement de label.
L'album contient huit titres, dont deux (Zassō no Uta et Juicy Heart) étaient déjà parues sur le single Zassō no Uta sorti en début d'année. La chanson Frankincense est une reprise d'un titre de SI☆NA, et 1/3 no Junjō na Kanjō est une reprise du titre du groupe Siam Shade qui a servi de générique à l'anime Kenshin le vagabond.

## Titres
CD
1. Partenza ~Let’s Go!!!~ (partenza～レッツゴー!!!～?)
2. Zassō no Uta (雑草のうた?)
3. Frankincense Ψ (フランキンセンスΨ?) (Solo de Miyabi)
4. My alright sky (Solo d'Airi)
5. Natsu Dakara! (夏ダカラ!?)
6. Kiaora・Gracias・Arigato (キアオラ・グラシャス・ありがと?) (Solo de Momoko)
7. Juicy Heart (JUICY HE@RT?) ("face B" de Zassō no Uta)
8. 1/3 no Junjō na Kanjō (1/3の純情な感情?)